# Campeonato Mundial de Ginástica Artística de 2001 - Resultados masculinos
Os resultados masculinos no Campeonato Mundial de Ginástica Artística de 2001 somaram 24 medalhas nas oito provas disputadas.

## Resultados

### Equipes
Finais
| Pos.              | País           | Pts     |
| ----------------- | -------------- | ------- |
| Medalha de ouro   | Bielorrússia   | 169,622 |
| Medalha de prata  | Estados Unidos | 166,845 |
| Medalha de bronze | Ucrânia        | 165,483 |
| 4                 | França         | 165,283 |
| 5                 | China          | 165,260 |
| 6                 | Roménia        | 162,920 |
| 7                 | Rússia         | 160,921 |
| 8                 | Coreia do Sul  | 153,922 |

### Individual geral
Finais
| Pos.              | Ginasta        | País                 | Pontos |
| ----------------- | -------------- | -------------------- | ------ |
| Medalha de ouro   | China          | Feng Jing            | 56,211 |
| Medalha de prata  | Bielorrússia   | Ivan Ivankov         | 56,124 |
| Medalha de bronze | Bulgária       | Jordan Jovtchev      | 56,085 |
| 4                 | Roménia        | Dan Potra            | 55,899 |
| 5                 | Cuba           | Eric Lopez           | 55,722 |
| 6                 | Cazaquistão    | Yernar Yerimbetov    | 55,586 |
| 7                 | Estados Unidos | Paul Hamm            | 55,335 |
| 8                 | Estados Unidos | Sean Towsend         | 55,273 |
| 9                 | Roménia        | Marian Dragulescu    | 55,224 |
| 10                | Ucrânia        | Roman Zozulia        | 54,949 |
| 11                | Roménia        | Ioan Suciu           | 54,624 |
| 12                | Israel         | Pavel Gofman         | 54,437 |
| 13                | Coreia do Sul  | Yang Tae-Young       | 54,272 |
| 14                | França         | Johan Mounard        | 54,223 |
| 15                | Ucrânia        | Andrei Mykaylichenko | 53,962 |
| 16                | Alemanha       | Stephan Zapf         | 53,786 |
| 17                | Itália         | Igor Cassina         | 53,260 |
| 18                | Rússia         | Alexei Bondarenko    | 53,223 |
| 19                | Alemanha       | Sven Kwiatkowski     | 53,161 |
| 20                | Suíça          | Dominik Daeppen      | 53,136 |
| 21                | Cuba           | Charles Tamayo Leon  | 52,898 |
| 22                | Canadá         | Grant Golding        | 52,736 |
| 23                | China          | Liu Jinyu            | 52,685 |
| 24                | França         | Florent Maree        | 52,624 |

| Pos.              | País           | Ginasta           | Pts   |
| ----------------- | -------------- | ----------------- | ----- |
| Medalha de ouro   | Bulgária       | Jordan Jovtchev   | 9,550 |
| Medalha de ouro   | Roménia        | Marian Dragulescu | 9,550 |
| Medalha de bronze | Letônia        | Igors Vihrovs     | 9,425 |
| 4                 | Estados Unidos | Stephen McCain    | 9,312 |
| 5                 | Letônia        | Evgeny Sapronenko | 8,962 |
| 6                 | Rússia         | Alexei Bondarenko | 8,937 |
| 7                 | Cazaquistão    | Yernar Yerimbetov | 8,712 |
| 8                 | Ucrânia        | Olexander Beresh  | 7,862 |

| Pos.              | País    | Ginasta          | Pts   |
| ----------------- | ------- | ---------------- | ----- |
| Medalha de ouro   | Roménia | Marius Urzica    | 9,800 |
| Medalha de prata  | China   | Qin Xiao         | 9,775 |
| Medalha de bronze | Ucrânia | Olexander Beresh | 9,662 |
| 4                 | Rússia  | Nikolai Kryukov  | 9,650 |
| 5                 | Itália  | Alberto Busnari  | 9,562 |
| 6                 | França  | Francois Ruffier | 8,987 |
| 7                 | China   | Feng Jing        | 8,837 |
| 8                 | Roménia | Ioan Suciu       | 8,775 |

| Pos.              | País          | Ginasta              | Pts   |
| ----------------- | ------------- | -------------------- | ----- |
| Medalha de ouro   | Bulgária      | Jordan Jovtchev      | 9,775 |
| Medalha de prata  | Hungria       | Szilveszter Csollany | 9,712 |
| Medalha de bronze | Itália        | Andrea Coppolino     | 9,650 |
| 4                 | Grécia        | Dimosthenis Tampakos | 9,600 |
| 5                 | Bielorrússia  | Ivan Ivankov         | 9,575 |
| 6                 | Egito         | Walid Elderiny       | 9,562 |
| 7                 | Coreia do Sul | You Won-Kil          | 9,500 |
| 8                 | Grécia        | Herodotos Giorgallas | 9,100 |

| Pos.              | País        | Ginasta             | Pts   |
| ----------------- | ----------- | ------------------- | ----- |
| Medalha de ouro   | Roménia     | Marian Drăgulescu   | 9,668 |
| Medalha de prata  | Letônia     | Evgeny Sapronenko   | 9,643 |
| Medalha de bronze | Cuba        | Charles Tomayo Leon | 9,624 |
| 4                 | Rússia      | Alexei Bondarenko   | 9,456 |
| 5                 | Cazaquistão | Yernar Yerimbetov   | 9,450 |
| 6                 | Polónia     | Leszek Blanik       | 9,212 |
| 7                 | Dinamarca   | Tue Lodahl          | 9,156 |
| 8                 | Letônia     | Igors Vihrovs       | 9,075 |

| Pos.              | País           | Ginasta             | Pts   |
| ----------------- | -------------- | ------------------- | ----- |
| Medalha de ouro   | Estados Unidos | Sean Towsend        | 9,700 |
| Medalha de prata  | Cuba           | Eric Lopez          | 9,675 |
| Medalha de bronze | Bielorrússia   | Ivan Ivankov        | 9,637 |
| 4                 | China          | Feng Jing           | 9,537 |
| 5                 | Bielorrússia   | Alexei Sinkevich    | 9,525 |
| 6                 | Estados Unidos | Zhang Shangwu       | 9,512 |
| 7                 | Grécia         | Vasilios Tsolakidis | 9,500 |
| 8                 | Roménia        | Marius Urzica       | 9,375 |

| Pos.             | País         | Ginasta            | Pts   |
| ---------------- | ------------ | ------------------ | ----- |
| Medalha de ouro  | Grécia       | Vlasios Maras      | 9,737 |
| Medalha de prata | Ucrânia      | Olexander Beresh   | 9,725 |
| Medalha de prata | Austrália    | Philippe Rizzo     | 9,725 |
| 4                | Itália       | Igor Cassina       | 9,550 |
| 5                | Ucrânia      | Andrei Lipski      | 9,525 |
| 6                | Suíça        | Christoph Schaerer | 8,812 |
| 7                | Finlândia    | Jari Monkkonen     | 8,737 |
| 8                | Bielorrússia | Ivan Ivankov       | 7,300 |